# Ittoqqortoormiit
Ittoqqortoormiit [iˌtːɔqːɔˈtːɔːˌmːiːt] (Kitaamiusut Illoqqortoormiut; nach alter Rechtschreibung Igtorĸortôrmît bzw. Igdlorĸortôrmiut; dänisch Scoresbysund) ist eine grönländische Stadt im Distrikt Ittoqqortoormiit in der Kommuneqarfik Sermersooq. Ittoqqortoormiit ist die kleinste Stadt Grönlands.

## Lage
Ittoqqortoormiit ist der mit Abstand entlegenste Ort Grönlands. Der nächstgelegene bewohnte Ort ist das sich jenseits der Dänemarkstraße befindende Bolungarvík in Island in 484 km Entfernung. Der nächstgelegene Ort in Grönland ist Sermiligaaq, das 780 km entfernt südwestlich liegt. Das nur 206 km nordnordwestlich gelegene Mestersvig ist kein Ort im gleichen Sinne, sondern nur ein ständig bemannter kleiner Militärstützpunkt mit einer wechselnden Besatzung von vier Personen. Der knapp acht Kilometer südlich gelegene kleine Ort Uunarteq ist seit 2004 verlassen, und der 13 km westlich gelegene Ort Itterajivit seit 2005. Ittoqqortoormiit liegt an der Rosenvinge Bugt an der Südküste von Liverpool Land, einem Gebiet, das durch den Kangersaajiva (Hurry Inlet) im Süden und den Kangerterajitta Itterterilaa (Carlsbergfjord) im Norden vom Jameson Land getrennt wird. Der Ort liegt am nördlichen Ufer des Ausgangs des Kangertittivaq (Scoresby Sund), des größten Fjordsystems der Welt.
Ittoqqortoormiit ist der einzige zivile und bewohnte Ort in Grönland, der mit UTC-1 in einer anderen Zeitzone liegt. Eine Stunde beträgt die Differenz zum Großteil Grönlands (UTC-2). Lediglich ein Teil des Nordost-Grönland-Nationalparks (UTC) und die US-amerikanische Luftbasis Pituffik (UTC-4) haben ebenfalls abweichende Zeitzonen.

## Geschichte

### Vorzeit
Bei der Besiedelung Grönlands zog ein Besiedelungsstrom, aus dem die Tunumiit hervorgingen, über die Nordküste nach Ostgrönland und von dort in den Süden. Die Gegend um Ittoqqortoormiit war von daher zeitweilig ebenfalls bewohnt und Überreste vergangener Siedlungen wurden später in der Gegend entdeckt. 1822 kartografierte der britische Seefahrer William Scoresby die Gegend. Auf ihn gehen der Name des Fjords und damit auch der dänische Name der Stadt zurück.

### Erste Überlegungen für eine neue Siedlung
Nach der dänischen Kolonialisierung der Region um Ammassalik wuchs die Bevölkerung dort zu Beginn des 20. Jahrhunderts stark an. Es wurde ersichtlich, dass die Jagdgründe dort nicht mehr ergiebig genug zur Ernährung aller Einwohner waren. 1910 erwog der Arzt Alfred Bertelsen erstmals eine Überführung von Teilen der Bevölkerung an einen neuen Ort. Im folgenden Jahr gab der in Diensten der Verwaltung tätige Harald Olrik (1883–1958), Enkel von Christian Søren Marcus Olrik, einen detaillierten Plan heraus, bei dem Bewohner von Ammassalik weit gen Norden umgesiedelt werden sollten, an den Ort, an dem heute Ittoqqortoormiit liegt. Allerdings zeigte man kein Interesse für Olriks Plan, der daraufhin vorübergehend in Vergessenheit geriet.

### Anspruchsunklarheiten

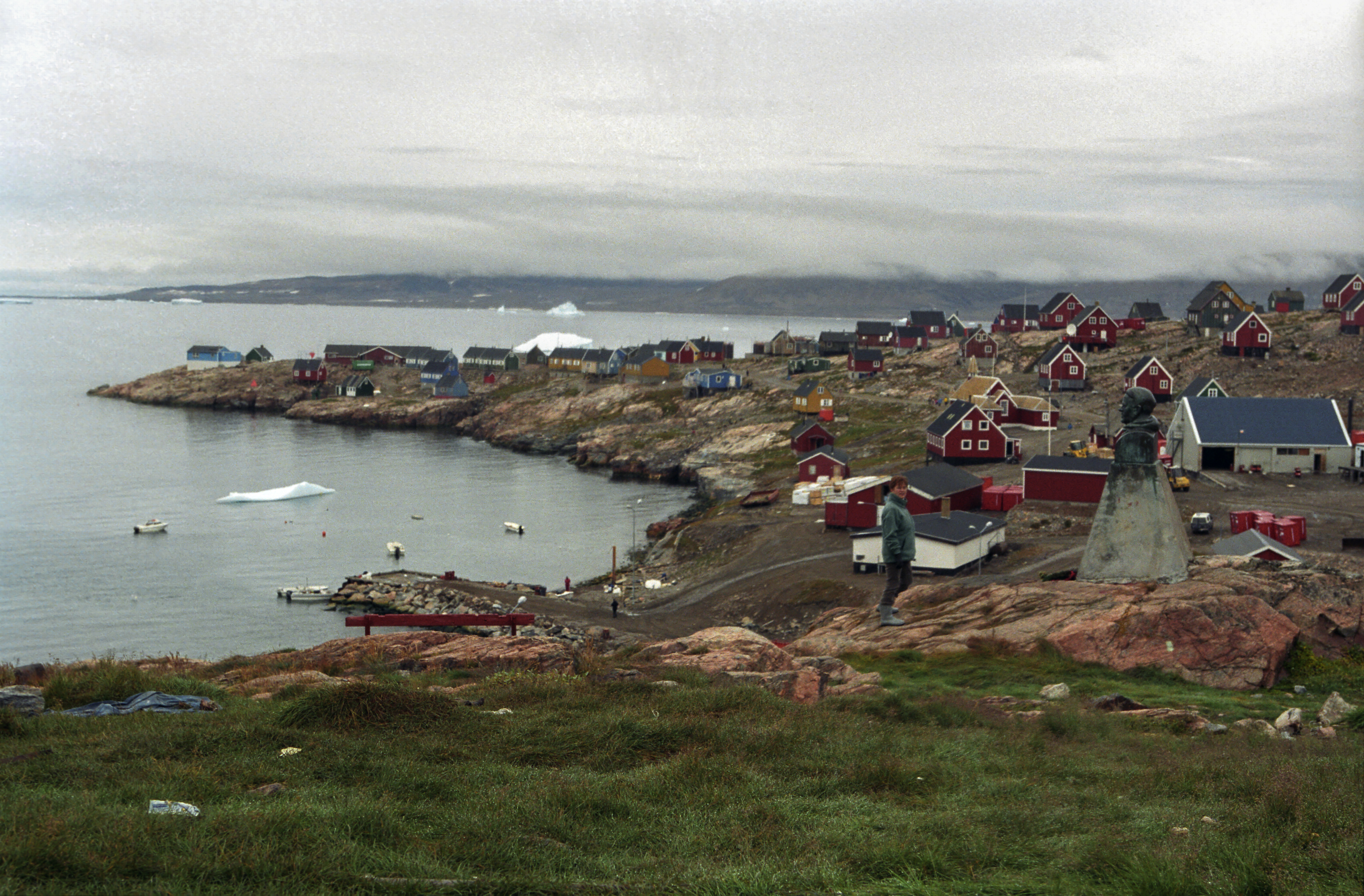
Ittoqqortoormiit (2003)

In den Jahren danach mehrten sich jedoch die norwegischen Ansprüche auf die unbevölkerten Teile Ostgrönlands, die von den Norwegern als Fischfanggebiete genutzt wurden. Norwegen begründete seine Ansprüche damit, dass Grönland zusammen mit den Färöern und Island durch das Königsgesetz von 1665 ausdrücklich an Dänemark-Norwegen gegangen war. Man war der Meinung, dass bei der im Zuge des Kieler Friedens 1814 geschehenen Übertragung Norwegens an Schweden nicht automatisch die norwegischen Besitzansprüche auf Grönland verlorengegangen waren. Des Weiteren war man der Meinung, dass Dänemark wohl kaum bloß mit der Kolonialisierung der bewohnten Westküste die Souveränität über ganz Grönland erlangen konnte. Norwegen sah Ostgrönland als Niemandsland, auf das man nun selbst begründet Anspruch erhob.
1916 wurde folglich beschlossen, dass Olriks Plan durchgeführt werden sollte, damit Dänemark über mehr kolonialisiertes Gebiet in Ostgrönland verfügen konnte. Ejnar Mikkelsen war begeistert von dem Plan, da er Jahre zuvor schon zusammen mit Iver Iversen auf die Idee gekommen war, und arbeitete mit Harald Olrik an der Durchführung. Die Verwaltung hatte allerdings kein Geld übrig, da man sich auf den Fischfang in Westgrönland konzentrierte und der Erste Weltkrieg ließ die Aufmerksamkeit erneut von Olriks Plan abweichen. Als 1916 Dänemark beschloss seine Kolonie Dänisch-Westindien in der Karibik an die Vereinigten Staaten zu verkaufen, forderte man gleichzeitig die Anerkennung der Souveränität über die ganze Insel Grönland ein, die von den USA gewährt wurde. 1920 erhielt man auch die Anerkennung vom Vereinigten Königreich, Frankreich, Italien und Japan. 1921 verlangte man diese Aussage auch aus Norwegen, das diese bisher lediglich mündlich 1919 im Gegenzug mit der dänischen Anerkennung der norwegischen Hoheit über Spitzbergen gegeben hatte. Norwegen verweigerte jedoch die offizielle Anerkennung der dänischen Hoheit über Grönland.

### Erneute Überlegungen
Im April 1922 verlangte Ejnar Mikkelsen in der Tageszeitung Nationaltidende, dass die Umsiedlung der Bewohner Ammassaliks nach Norden nun endlich durchgeführt werden sollte. Nun meinte man jedoch, dass durch den aufgekommenen dänischen Fischfang durch die Østgrønlandsk Kompagni in der Region eine weitere Legitimierung der Besitzansprüche Dänemarks nicht vonnöten sei. Schließlich willigte der Direktor der Verwaltung, Jens Daugaard-Jensen ein, eine Ausweitung der Kolonialisierung Ostgrönlands zu erwägen. Ejnar Mikkelsen und Harald Olrik waren allerdings überzeugt, dass Jens Daugaard-Jensens Beschluss schon im Voraus festgestanden hatte, nämlich dass eine Errichtung einer neuen Kolonie in Ostgrönland ausgeschlossen sei, denn er hatte sie nicht an den Überlegungen teilhaben lassen. Beide protestierten vehement gegen Daugaard-Jensen, dem sie zusammen mit dem dänischen Innenministerium die Sabotage des Plans vorwarfen, wenngleich der Finanzausschuss des Folketings die Finanzierung wohl genehmigen würde. Schließlich zerstritten sich Mikkelsen und Olrik und letzterer stieg schließlich aus, sodass Ejnar Mikkelsen den Plan schließlich alleine ausführen wollte.

### Das Grönlandsübereinkommen
Noch im selben Jahr gab Norwegen die Errichtung der Wetterstation Myggbukta in Nordostgrönland bekannt, da man die dänische Hoheit über das Gebiet weiterhin nicht anerkannte. Der Streit über die Souveränität in Ostgrönland entflammte neu und nachdem im Dezember 1922 ein Gesetzesvorschlag abgelehnt worden war, begann im September 1923 eine Kommission mit Verhandlungen zwischen beiden Parteien. Anfang 1924 initiierte die Zeitung De Ferslewske Blade, die Ejnar Mikkelsen seit jeher unterstützt hatte, das Scoresbysund-Komitee, um den Plan selbst durchzuziehen. Das Komitee bestand aus dem Hydrographen Carl Frederik Wandel, dem Miteigner der Zeitung und Anwalt Carl Levin, dem Polarforscher Gustav Frederik Holm, der schon Ammassalik kolonialisiert hatte, dem Historiker Louis Bobé, dem Reeder Christen Kraemer, dem ehemaligen grönländischen Inspektor Ole Bendixen, dem Redakteur der Zeitung Valdemar Galster und Ejnar Mikkelsen selbst. Das dänische Innenministerium, die Verwaltung und Det Østgrønlandske Kompagni arbeiteten gegen Mikkelsen und das Komitee an. Bereits 1923 hatte die Kompagni die Teddy (Schiff) in die Region losgeschickt.
1924 fand jedoch auch die Folketingswahl statt. Mit einem Regierungswechsel stand nun Thorvald Stauning an der Spitze der dänischen Regierung. Er war Teil der Verhandlungen zur Klärung der Ansprüche in Ostgrönland. Man arbeitete am Grönlandsübereinkommen, das Norwegen den Fischfang und Dänemark die Errichtung der neuen Siedlung genehmigte. Allerdings war keine der Parteien bereit, Kompromisse einzugehen, und sowohl in Dänemark als auch in Norwegen war man unzufrieden mit dem Übereinkommen. Dazu kam, dass man sich in Grönland selbst völlig übergangen fühlte, da Grønlands Landsråd kein Mitspracherecht genehmigt worden war. Auch Ejnar Mikkelsen kritisierte das Übereinkommen hart. Allgemein war man der Meinung, dass Norwegens intensiver Fischfang vor der ostgrönländischen Küste für die Ertragsrückgänge in Ammassalik verantwortlich wäre, weswegen man es nicht akzeptieren wollte, dass Norwegen weiter dort fischen dürfte. Norwegen hingegen war überzeugt davon, dass Dänemark in norwegischem Interessengebiet sicher keine Kolonie gründen darf. Schließlich berief man sich ja auch auf das Jahrhunderte alte Königsgesetz, nach dem Norwegen ganz legal im Besitz des Gebiets war.
Stauning verstand das kommende Übereinkommen nicht so, dass eine Kolonie errichtet werden sollte. Der neue Innenminister Christen Nielsen Hauge überzeugte schließlich den Finanzausschuss, dass man die Finanzierung der Kolonialisierung nicht übernehmen sollte. Das Scoresbysund-Komitee musste nun also alleine Geld sammeln, um den Plan durchführen zu können. Wenig später ruderte man jedoch zurück, da man verhindern wollte, dass Norwegen die Kolonialisierung Ostgrönlands übernimmt, die laut dem Übereinkommen durchaus denkbar gewesen wäre. Das Innenministerium, die Verwaltung und das Komitee setzten sich zusammen und schließlich beschloss man am 17. Juni, dass die Kolonialisierung nach den Plänen des Komitees durchgeführt werden sollte, wenngleich das Innenministerium und die Verwaltung nicht vollends überzeugt waren. Am 1. Juli waren die Verhandlungen bezüglich des Grönlandsübereinkommens ebenfalls abgeschlossen. Im Sommer erhielt man die Information, dass die Teddy ihr Ziel nicht erreicht hatte und im grönländischen Eis zerstört worden war. Die Kompagni hatte damit auch ihr zweites Schiff verloren und musste schließen.

### Die Errichtung von Ittoqqortoormiit

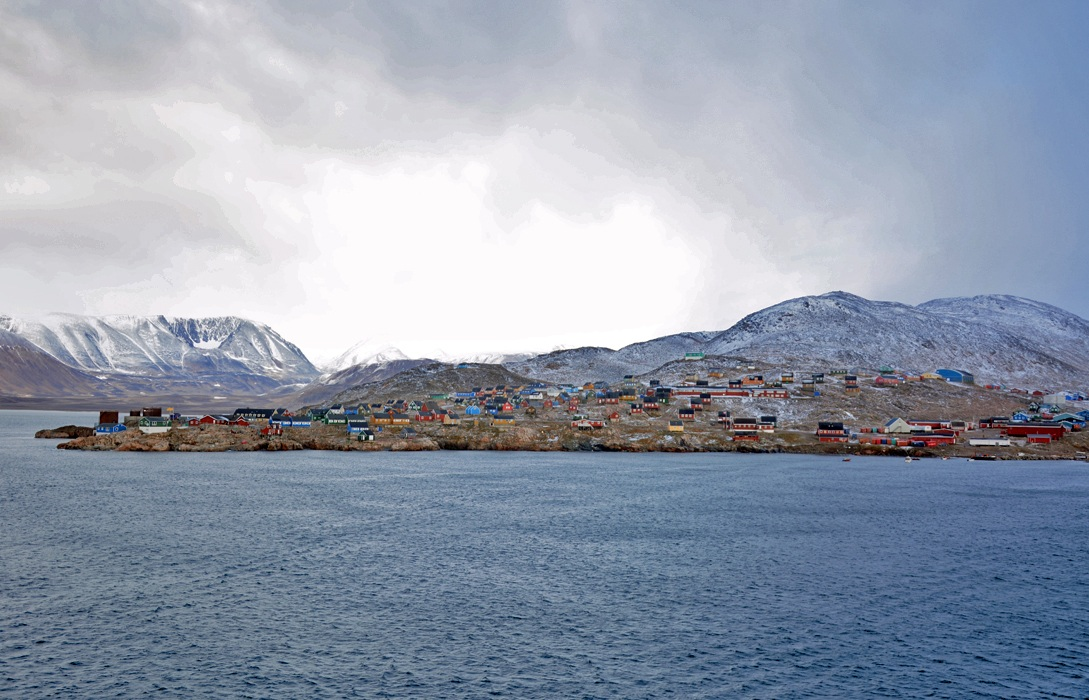
Ittoqqortoormiit (2013)

Am 10. Juli 1924 verließ die Grønland Kopenhagen, um die Kolonialisierung durchzuführen. Nach einem Zwischenstopp in Island erreichte man den Scoresby Sund. Das Schiff wurde durch Eis stark beschädigt, aber man fand schließlich vier geeignete Stellen, errichtete Häuser und ließ dort sechs Männer überwintern, die die Vorbereitungen für die Errichtung der neuen Siedlung in Gang brachten. Neben Ittoqqortoormiit sollten somit auch die nahegelegenen Siedlungen Uunarteq (Kap Tobin), Itterajivit (Kap Hope) und Ittoritteq (Kap Stewart) gegründet werden.
Johan Petersen wurde anschließend beauftragt, Bewohner aus Ammassalik zu finden, die dorthin mitgenommen werden könnten. Die Bevölkerung war nicht allzu begeistert von der geplanten Umsiedlung, aber es sollte sich später zeigen, dass es sich vollends lohnen würde. 85 Mann befanden sich schließlich auf der Gustav Holm (neuer Name der Grønland), die von Ammassalik aus nach Ísafjörður fuhr, wo der Oberkatechet Sejer Abelsen zum Pastor des neuen Orts geweiht werden sollte. In Island starben allerdings 14 Siedler an der Grippe, sodass Johan Petersen Ittoqqortoormiit nur noch mit 70 Mann erreichte. Er fungierte fortan als erster Kolonialverwalter des Ortes, in dem die Jagderträge anfangs fünfmal höher waren als in Ammassalik.

### Geschichte nach der Gründung
Am 11. August 1929 wurde die Kirche eingeweiht. Zeitgleich war die Schule gebaut worden.
Norwegen sah sich weiter in Besitz der unbewohnten Gebiete Ostgrönlands. 1931 proklamierte man nördlich von Ittoqqortoormiit Eirik Raudes Land und im Jahr danach südlich von Ammassalik Fridtjof Nansens Land. Beide Inbesitznahmen endeten am 5. April 1933 mit einem Schiedsspruch des Ständigen Internationalen Gerichtshofs.
1934 gründete man am Nordufer der Hall Bredning die Siedlung Kangersittuaq (Sydkap) und 1944 die Siedlung Kangikajik (Kap Brewster) am Südufer des Scoresby Sunds.
1945 wurde eine neue Wohnung für den Pastor errichtet und im selben Jahr eine kleine Bootswerft. 1958 wurde ein Krankenhaus mit zehn Betten gebaut. 1963 erhielt Ittoqqortoormiit ein Altenheim. 1965 wurde die Schule ausgebaut. Ab 1966 hatte das Krankenhaus eine Stromversorgung und 1969 die Kirche, aber der größte Teil von Ittoqqortoormiit war 1970 noch nicht elektrifiziert.
Ostgrönland und Nordgrönland wurden erst 1963 dekolonisiert und in die grönländischen Verwaltungsstrukturen eingegliedert.
2005 verließ der letzte Einwohner Itterajivit und bereits 2003 wurde Uunarteq verlassen. Die anderen Siedlungen gab es zu diesem Zeitpunkt bereits seit Jahrzehnten nicht mehr. Seitdem ist Ittoqqortoormiit der einzige bewohnte Ort der ehemaligen Gemeinde, abgesehen vom Personal am Flughafen Nerlerit Inaat.

## Wirtschaft

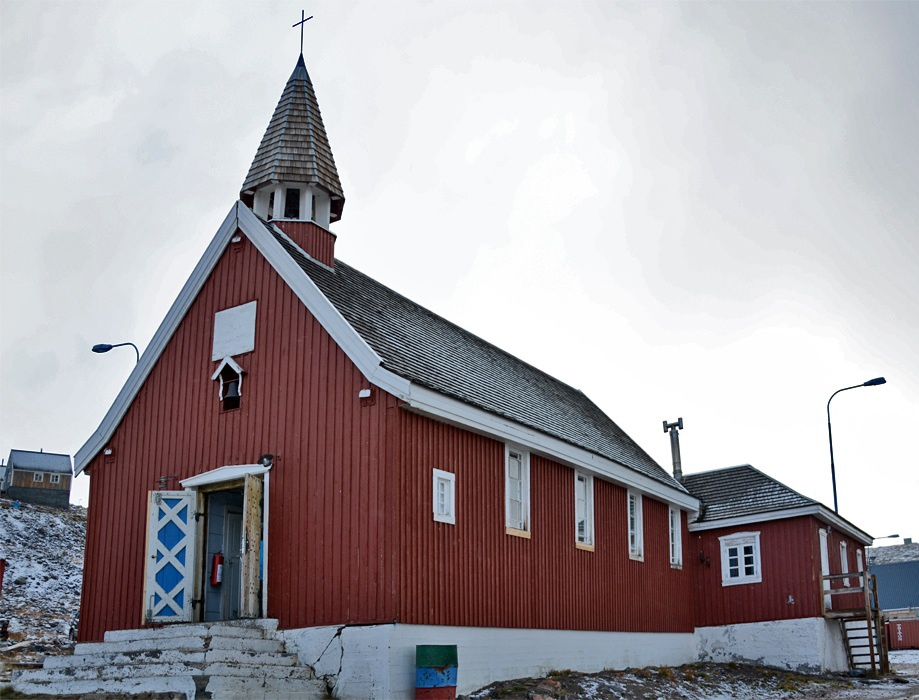
Die Kirche von Ittoqqortoormiit (2013)

Ein Großteil der Bevölkerung arbeitet in der Verwaltung. Eine gewisse Wirtschaftsleistung erbringt auch der Tourismus. Hierfür existieren ein Tourismusbüro und ein Gästehaus. Der Fischfang und die Jagd spielen eine eher untergeordnete Rolle. Es werden Moschusochsen, Hasen, Füchse, Ringelrobben, Eisbären und Wale gejagt. In einer nahegelegenen Polynja werden Dorsche gefangen. Außerdem gejagt werden Krabbentaucher, Trottellummen und Dreizehenmöwen.

## Infrastruktur und Versorgung
Aufgrund der Abgelegenheit spielt der Schiffsverkehr in Ittoqqortoormiit eine wenig ausgeprägte Rolle. Vom Heliport Ittoqqortoormiit gelangt man zum 38 km nordwestlich liegenden Flughafen Nerlerit Inaat, von dem aus man per Flugzeug nach Westgrönland und Island gelangt. Es gibt etwas Autoverkehr innerhalb der Stadt. Weitere Transportmöglichkeiten bieten sich mit Hundeschlitten.
Nukissiorfiit ist für die Strom- und Wasserversorgung in Ittoqqortoormiit zuständig. Müll wird auf der Deponie gelagert und teils offen verbrannt. Es gibt keine Kanalisation, ein großer Teil der Gebäude ist mit Trockentoiletten ausgestattet. TELE Greenland ist zuständig für die telekommunikative Anbindung der Stadt. Die Bewohner werden mittels einer Pilersuisoq-Filiale mit Gütern versorgt.

## Bebauung

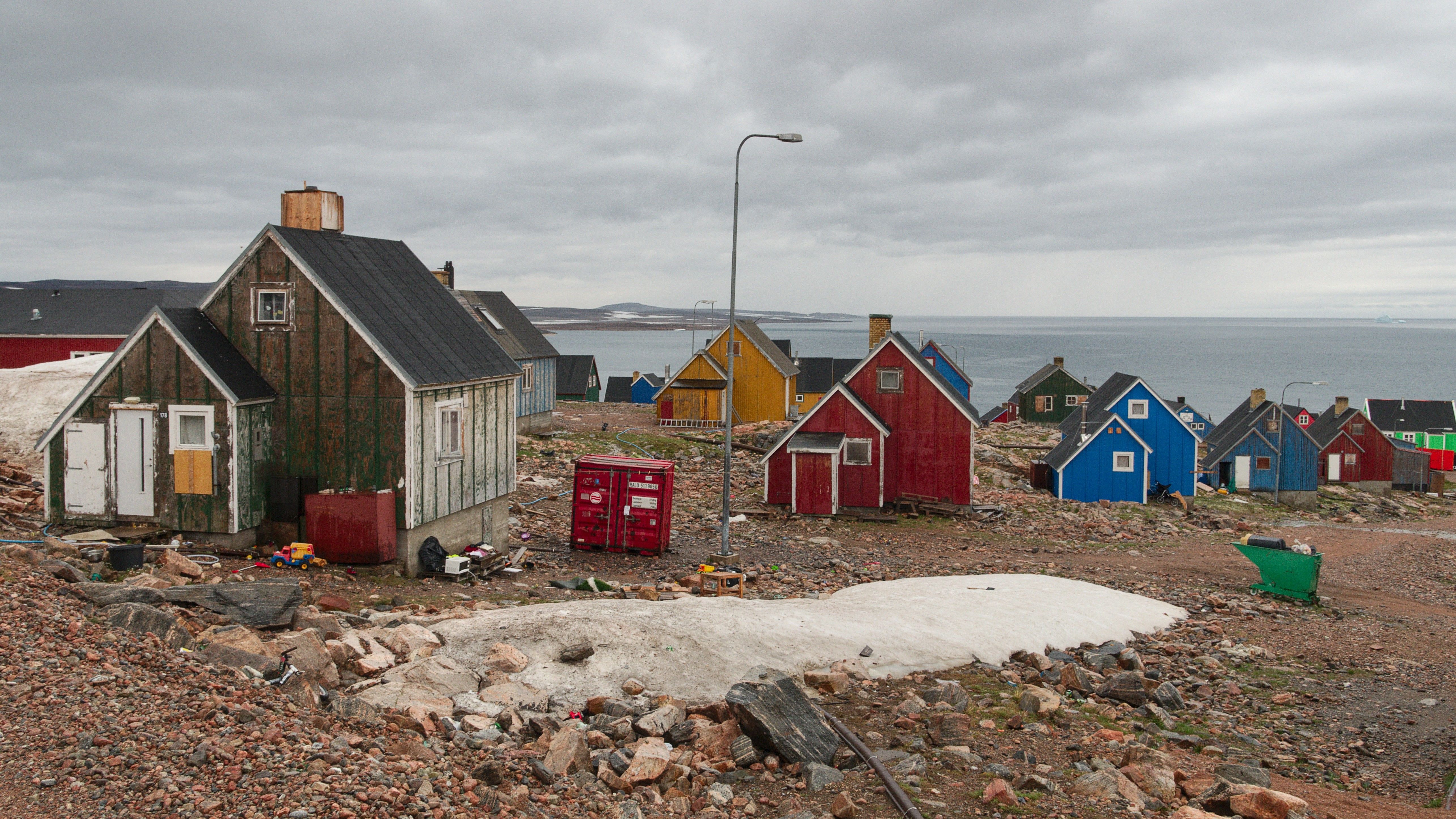
Ittoqqortoormiit (2018)

Die Schüler in Ittoqqortoormiit besuchen die Ejnar Mikkelsenip Aluarpia. Zudem kann man das Vorbereitungsexamen abschließen. Es gibt eine Kindertagesstätte, ein Altenheim, ein Krankenhaus sowie eine Polizeistation. Dazu kommen ein Servicegebäude, ein Versammlungsgebäude, zwei Kioske, ein Büro und das Ittoqqortoormiit-Museum, das sich in einem Gebäude von 1930 befindet.

## Sport
In Ittoqqortoormiit wurde 1993 der Fußballverein Ukaliatsiaq Ittoqqortoormiit gegründet. Der 2018 gegründete Verein A.K. Ittoqqortoormiit konnte sich für die Grönländische Fußballmeisterschaft 2023 qualifizieren, zog seine Teilnahme aber aus logistischen Gründen zurück.

## Klima
|                        | Jan   | Feb   | Mär   | Apr   | Mai  | Jun  | Jul  | Aug | Sep  | Okt  | Nov   | Dez   |   |       |
| Mittl. Temperatur (°C) | −16,1 | −17,1 | −16,5 | −11,2 | −3,5 | 1,1  | 3,3  | 3,5 | −0,4 | −6,4 | −12,2 | −14,7 | ⌀ | −7,5  |
| Mittl. Tagesmax. (°C)  | −12,6 | −13,3 | −12,5 | −7,3  | −0,5 | 3,1  | 5,8  | 6,0 | 1,7  | −4,1 | −9,4  | −11,1 | ⌀ | −4,5  |
| Mittl. Tagesmin. (°C)  | −21,8 | −23,4 | −22,6 | −17,2 | −7,7 | −2,0 | −0,4 | 0,1 | −3,1 | −9,2 | −16,0 | −19,3 | ⌀ | −11,8 |
|                        |       |       |       |       |      |      |      |     |      |      |       |       |   |       |
| Niederschlag (mm)      | 29    | 32    | 26    | 25    | 10   | 21   | 26   | 33  | 67   | 49   | 76    | 59    | Σ | 453   |
|                        |       |       |       |       |      |      |      |     |      |      |       |       |   |       |
| Sonnenstunden (h/d)    | 0,0   | 1,1   | 3,5   | 6,8   | 8,1  | 9,7  | 9,0  | 7,4 | 4,7  | 2,3  | 0,3   | 0,0   | ⌀ | 4,4   |
|                        |       |       |       |       |      |      |      |     |      |      |       |       |   |       |
| Regentage (d)          | 10    | 8     | 9     | 9     | 4    | 4    | 5    | 6   | 8    | 11   | 11    | 12    | Σ | 97    |

| −21,8 |

| −23,4 |

| −22,6 |

| −17,2 |

| −7,7 |

| −2,0 |

| −0,4 |

| 0,1 |

| −3,1 |

| −9,2 |

| −16,0 |

| −19,3 |

| −21,8 |

| −23,4 |

| −22,6 |

| −17,2 |

| −7,7 |

| −2,0 |

| −0,4 |

| 0,1 |

| −3,1 |

| −9,2 |

| −16,0 |

| −19,3 |

## Söhne und Töchter
- Jonas Danielsen (* 1948), Politiker (Siumut)
- Jens Napaattooq (* 1966), Politiker (Naleraq)

## Bevölkerungsentwicklung
Die Einwohnerzahl von Ittoqqortoormiit stieg bis 2006 an auf 539 Einwohner, geht aber seitdem stark zurück. Seit 2006 hat die Stadt über ein Drittel ihrer Einwohner verloren.